# 海登 (印第安納州)
海登（英語：Hayden）是位於美國印地安納州詹寧斯縣的一個人口普查指定地區。

## 人口
根據2010年美國人口普查的數據，海登的面積為6.41平方千米，當中陸地面積為6.41平方千米，而水域面積為0.00平方千米。當地共有人口521人，而人口密度為每平方千米81.28人。